# 시데하라 기주로
시데하라 기주로(일본어: 幣原 喜重郎, 1872년 8월 11일 ~ 1951년 3월 10일)는 일본의 외교관이자 정치인으로, 1945년 10월 9일부터 1946년 5월 22일까지 제44대 내각총리대신을 지냈다. 그 이전에는 외무 차관, 주미 대사, 가토 내각·하마구치 내각의 외무 대신을 지냈다.
그는 외무 대신 시절, 일본 군부에 저항해 미국과 영국에 대한 협조, 중국에 대한 내정 불간섭 등의 외교 방침을 지향하였고, 전 후에는 쇼와 천황에게 조각 명령을 받아 미군의 점령 하에 시데하라 내각을 조직하였다. 부인 마사코(雅子)와는 런던 총영사관에서 근무하던 시절에 혼인하였다. 장인은 미쓰비시 재벌의 창립자 이와사키 야타로이다.

## 같이 보기
- 시데하라 내각
- 다나카 기이치
- 일본국 헌법 제9조
- 프리메이슨
- 미시마 유키오